# Stapelbäddsparken

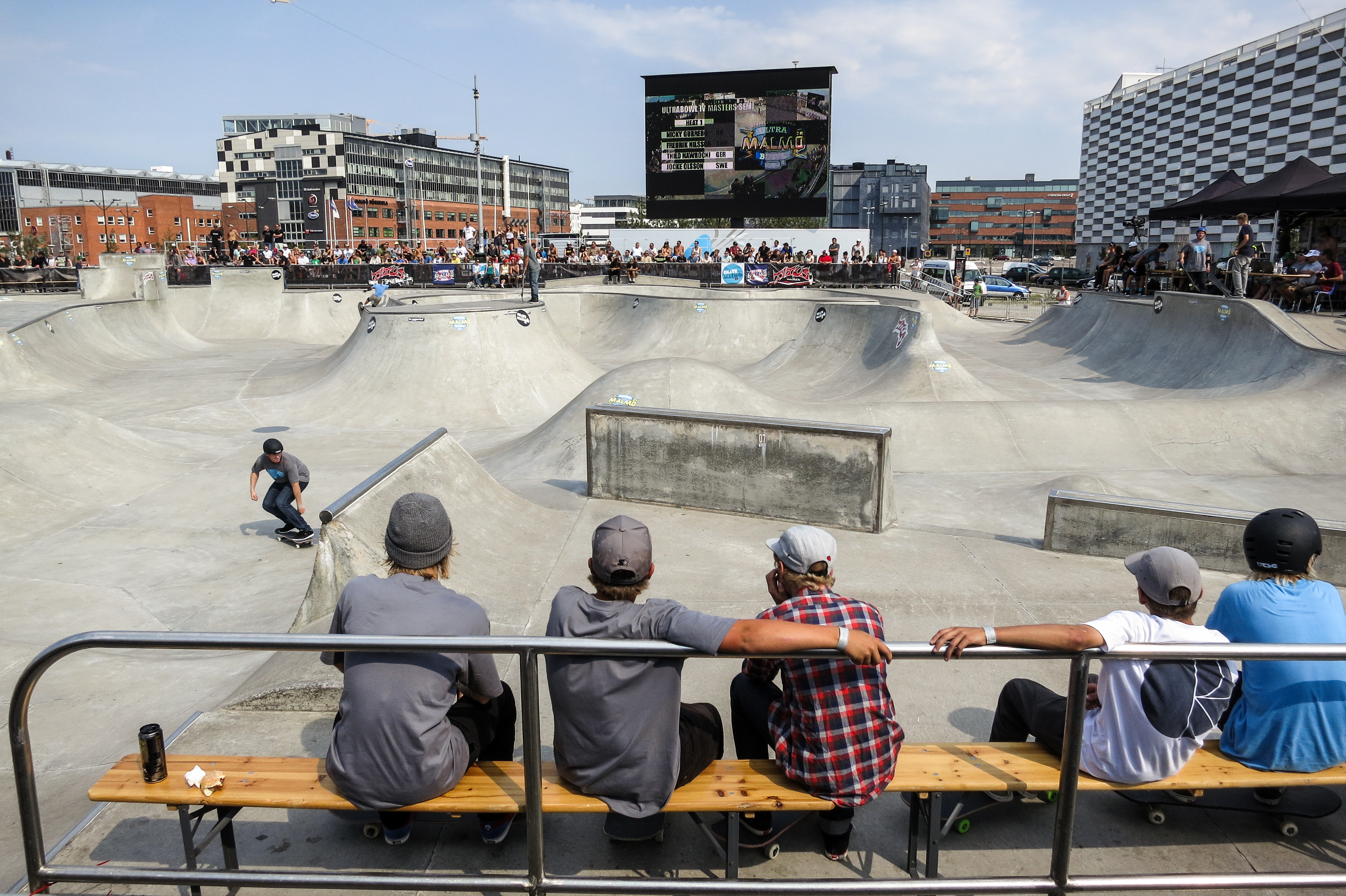

Stapelbäddsparken – skatepark zlokalizowany w dzielnicy Västra Hamnen w Malmö w Szwecji. Jedno z największych tego typu obiektów na otwartym powietrzu w Europie

## Historia i projekt
Park został otwarty jesienią 2005 roku jako efekt współpracy miasta Malmö, asociacji skateboardowej Bryggeriet i projektanta Stefana Hausera z Placed To Ride Inc Obiekt zajmuje powierzchnię około 3000 m². Obejmuje zróżnicowany teren w sekcje uliczna (street), bowl.
Istnieje jeszcze dodatkowa przestrzeń o powierzchni około 1500 m² wykorzystywana na wydarzenia, koncerty czy jako miejsce dla początkujących

Obecnie park oferuje także skate-kawiarenkę